# 洛特巴赫河
48°58′20″N 10°37′06″E / 48.97212°N 10.61827°E
洛特巴赫河是德國的河流，位於該國東南部，由巴伐利亞負責管轄，屬於沃爾尼茨河的左支流，河道全長9公里，流域面積13.9平方公里。